# فرانسيسكو سوسا
فرانسيسكو سوسا (بالإسبانية: Francisco Sosa)‏ هو لاعب كرة قدم باراغواياني. يلعب في مركز الهجوم. سبق له أن لعب في كأس العالم لكرة القدم مع منتخب بلاده.

## المسيرة الاحترافية

### أندية لعب لها
- سيرو بورتينيو

## روابط خارجية
- فرانسيسكو سوسا على موقع الاتحاد الدولي (مؤرشف)  (الإنجليزية)
- فرانسيسكو سوسا على موقع قاعدة بيانات كرة القدم.إي يو (الإنجليزية)
- فرانسيسكو سوسا على موقع Soccerway.com (الإنجليزية)
- فرانسيسكو سوسا على موقع عالم كرة القدم.نت (الإنجليزية)